# Intelligentes Messsystem

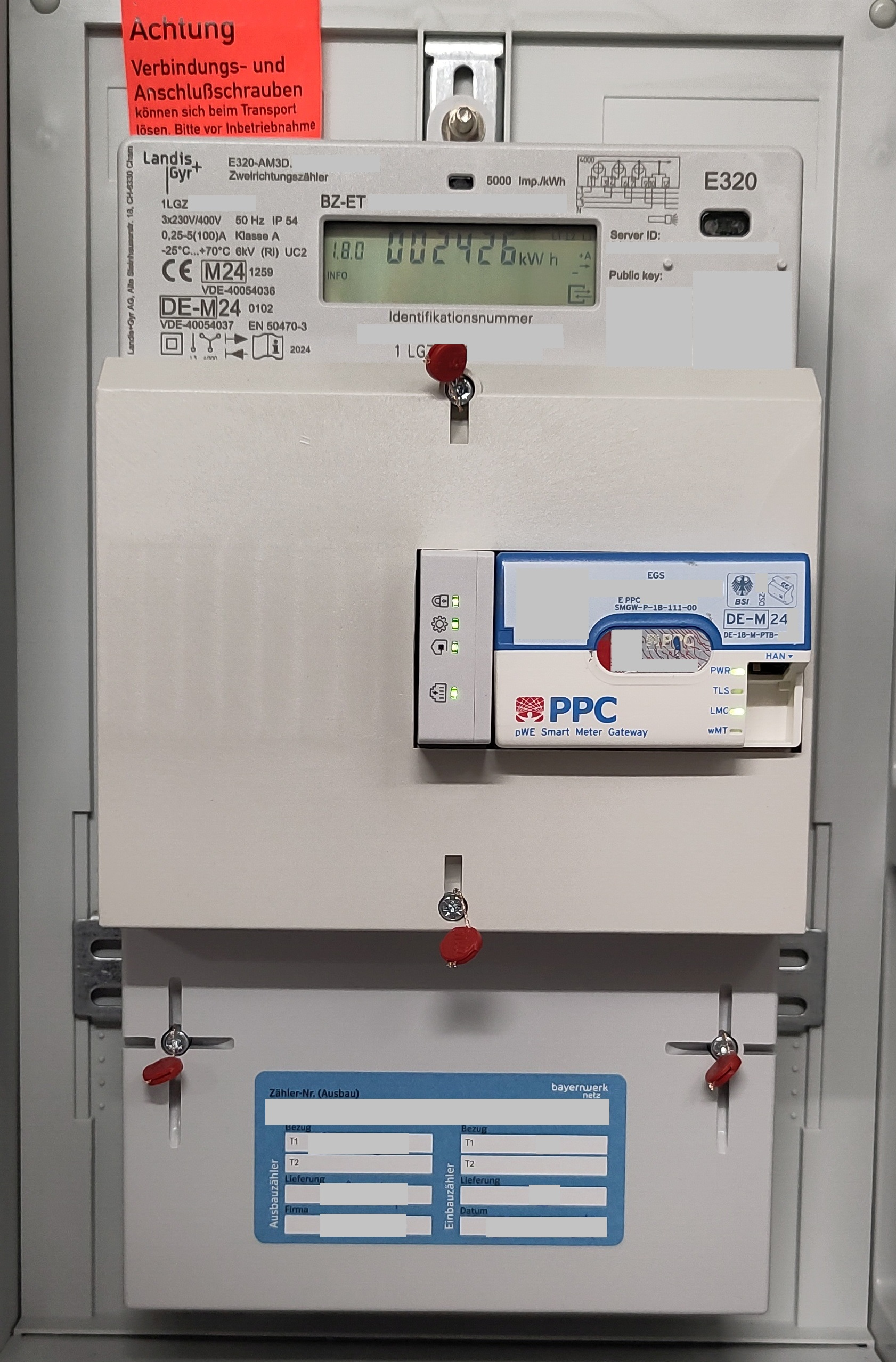
Intelligenter Stromzähler (2024) mit BSI-zertifiziertem PLC-Kommunikationsmodul.

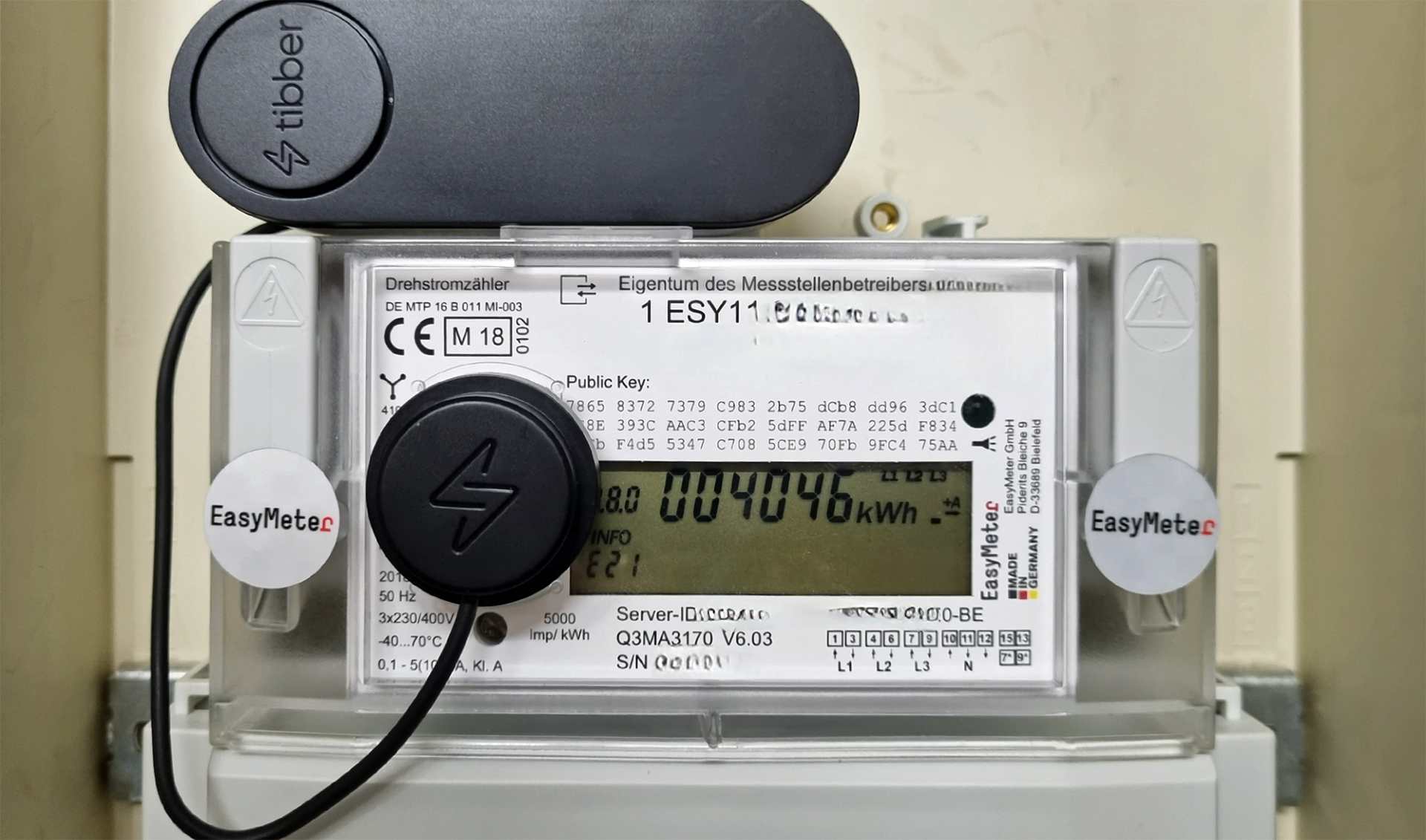
Eine moderne Messeinrichtung, die mit einem stromlieferantenspezifischen Gateway (schwarzer IR-Lesekopf und Sender) zum Smart Meter erweitert wurde (2023)

Ein intelligentes Messsystem (abgekürzt: iMSys), intelligenter Zähler oder Smart Meter (englisch smart meter) ist ein Gas-, Wasser- oder Stromzähler, der digital Daten sendet und empfängt und dazu in ein Kommunikationsnetz (zur Fernübertragung) eingebunden ist. Es besteht aus einer modernen Messeinrichtung (mME), die den Energie- bzw. Stofffluss digital zählt und speichert, und einer Kommunikationseinheit, dem Smart-Meter-Gateway (SMGW), das die Daten zwischen Verbraucher, Netzbetreiber und Lieferant überträgt. Gesendete Daten sind z. B. die Menge der durchgeleiteten elektrischen Energie, empfangene Daten sind z. B. Steuerbefehle für eine Laststeuerung.
Intelligente Stromzähler sind im Verbund mit automatischem Last- und Ressourcenmanagement Bestandteil von intelligenten Stromnetzen (englisch Smart Grid). In leitungsgebundenen Energieversorgungnetzen sollen intelligente Zähler in Verbindung mit Smart Meter Gateways auch zur Reduzierung von Netzengpässen, zur Optimierung des Netzausbaus und des Netzbetriebs verwendet werden. Darüber hinaus sind sie im Rahmen der bereits 1996 mit einer EU-Richtlinie eingeleiteten Liberalisierung des Energiemarkts notwendig, um für alle Marktteilnehmer insbesondere für die Letztverbraucher Kostentransparenz zu gewährleisten. Mit intelligenten Messsystemen bzw. modernen Messeinrichtungen kann der Kunde weitergehende aktuelle und protokollierte Verbrauchswerte betrachten, auslesen und für variable Tarife nutzen.
Intelligente Stromzähler sind schon seit den 1990er Jahren vor allem für Großkunden im Einsatz. Seit ungefähr 2010 werden sie auch für variable Tarife Privathaushalten angeboten. Modellabhängig können intelligente Zähler Daten auch im schnellen Rhythmus an das Energieversorgungsunternehmen übertragen, was diesem eine bessere Netz- und Ressourcensteuerung ermöglichen soll. Neben Stromzählern werden im weiteren Sinne auch zur Fernübertragung ausgerüstete Zähler für den Gas-, Wasser- und Fernwärmeverbrauch als intelligente Zähler bezeichnet.
Im Gegensatz zu vielen anderen europäischen Ländern sind intelligente Messsysteme in Deutschland wenig verbreitet. In einer repräsentativen YouGov-Umfrage von September 2024 gaben 60 Prozent der deutschen Bevölkerung über 18 Jahren an, nicht zu wissen, was Smart Meter sind.

## Terminologie
Das deutsche Messstellenbetriebsgesetz vom September 2016 sieht folgende Begriffsbestimmungen vor:
- Ein intelligentes Messsystem ist eine über ein Smart-Meter-Gateway in ein Kommunikationsnetz eingebundene moderne Messeinrichtung zur Erfassung elektrischer Energie, das den tatsächlichen Energieverbrauch und die tatsächliche Nutzungszeit widerspiegelt (§ 2 Nr. 7 MsbG),
- eine Messstelle ist die Gesamtheit aller Mess-, Steuerungs- und Kommunikationseinrichtungen an Zählpunkten eines Anschlussnutzers (§ 2 Nr. 11 MsbG),
- der Messstellenbetreiber ist der grundzuständige Messstellenbetreiber oder ein Dritter, der die Aufgabe des Messstellenbetriebs durch Vertrag nach § 9 MsbG wahrnimmt (§ 2 Nr. 12 MsbG),
- eine moderne Messeinrichtung ist eine Messeinrichtung, die den tatsächlichen Elektrizitätsverbrauch und die tatsächliche Nutzungszeit widerspiegelt und über ein Smart-Meter-Gateway sicher in ein Kommunikationsnetz eingebunden werden kann (§ 2 Nr. 15 MsbG),
- ein Smart-Meter-Gateway ist die Kommunikationseinheit eines intelligenten Messsystems, die ein oder mehrere moderne Messeinrichtungen und weitere technische Einrichtungen in ein Kommunikationsnetz einbinden kann und über Funktionalitäten zur Erfassung, Verarbeitung und Versendung von Daten verfügt (§ 2 Nr. 19 MsbG).

Ein intelligentes Messsystem besteht somit aus einer modernen Messeinrichtung, die den Energiefluss digital zählt, und der als Smart Meter Gateway bezeichneten Schnittstelle, welche die Zählerwerte speichern, Daten verarbeiten und mit einem Netzwerk kommunizieren kann.
Beide Einheiten können sich in einem Gerät befinden. Wird nur eine moderne Messeinrichtung im Haus verbaut, dann wird diese nicht in ein Kommunikationsnetzwerk – etwa das Internet – eingebunden. Sie kann aber in den meisten Fällen mit einem separaten Smart-Meter-Gateway zu einem intelligenten Messsystem aufgerüstet werden.
Die Verbreitung der intelligenten Messsysteme nimmt erst seit 2020 langsam zu, da es zuvor kaum Zählsysteme gab, die den Sicherheitsanforderungen der vom Bundesamt für Sicherheit in der Informationstechnik neu entwickelten Architektur entsprachen.
Der Messstellenbetreiber (MSB) ist regelmäßig der lokale Gas- oder Stromverteilnetzbetreiber (abgekürzt VNB oder NB für Netzbetreiber) bzw. der Wasserversorger. Der Kunde kann jedoch nach Wunsch zu einem unabhängigen Messstellenbetreiber wechseln, der die Messeinrichtungen unabhängig vom Netzbetreiber zur Verfügung stellt. Freie Messstellenbetreiber sind noch nicht in allen Regionen Deutschlands vertreten.
Veraltet sind die Begriffe Moderner Zähler oder EDL21/EDL40-Zähler, die vor 2016 digitale Stromzähler mit oder ohne Kommunikationsmodul bezeichneten.

## Anwendungsbereiche
Durch den Einsatz von Smart Metern können Energieversorger die Energie-Bereitstellung dem Verbrauch besser anpassen. Fernauslesbare Zähler machen auch die jährliche Ablesung vor Ort überflüssig, da die Zählerdaten elektronisch vom Anbieter ausgelesen werden. Außerdem können die Ablesungen und auch die Abrechnungen mehrerer Versorgungsnetze kombiniert werden.
Als Kundenservice ist das Angebot variabler Tarife – zum Beispiel stundenweise oder lastvariable Abrechnung – möglich bzw. gesetzliche Pflicht. Diese Tarifsysteme sorgen für bessere Preis-, Verbrauchs- und Kostentransparenz, da dem Verbraucher über eine Schnittstelle ständig aktuelle Daten bereitgestellt werden, die er etwa via Smart-TV, Personal Computer oder Smartphone einsehen kann. Das ermöglicht Verbrauchsoptimierungen, sowohl durch Änderung des Nutzungsverhaltens wie auch durch Erkennen von Geräten mit besonders hohem Verbrauch.
Intelligente Zähler sind für Versorger und Verbraucher wirtschaftlich interessant und dienen der nachhaltigeren Ressourcennutzung. Für ihren Einbau besteht zunehmend eine gesetzliche Verpflichtung. In der Regel wird der Einbau bei Neubau, Renovierungen sowie beim routinemäßigen Austausch alter Zähler vorgenommen.

### Elektrische Energie
Digitale Stromzähler können die aktuelle Leistung sowie den Verbrauch der letzten 24 Stunden, Woche, des letzten Monats oder Jahres anzeigen. Werden sie mit einem Kommunikationsmodul ausgestattet, handelt es sich um ein intelligentes Messsystem (iMSys). Über dieses Modul kann dem Versorger der Zählerstand in verschiedenen Zeitrastern übermittelt werden und dem Kunden über ein Webportal visualisiert werden.
In Deutschland muss zwischen „digitalen Zählern“, den sogenannten „modernen Messeinrichtungen“, und „intelligenten Smart Metern“ unterschieden werden. Bei „digitalen Zählern“ müssen Zählerstände jährlich manuell abgelesen werden und an den Stromlieferanten übermittelt werden. Digitale Zähler werden häufiger als Smart Meter als Austauschgeräte für herkömmliche elektromechanische Zähler verbaut und benötigen ein zusätzliches Kommunikations-Gateway, um flexible Stromtarife nutzbar zu machen. Ein nachgerüstetes Gateway kann dazu auch die Infrarot-Schnittstelle des Zählers nutzen. Die jährliche Zählergebühr ist auf 20 € gedeckelt. Es gibt Anbieter, welche die Daten gegen Gebühr auf einer Webplattform visualisieren. Computerversierte können die Daten selbst lokal aufbereiten und z. B. für die Hausautomation nutzen.
„Intelligente Messsysteme“ dagegen sind ohne Weiteres für flexible Stromtarife geeignet und verfügen über eine Datenübertragung zum Strom-Lieferanten. In Deutschland gab es im Jahr 2023 nur sehr wenige Anbieter solcher Tarife. Ab dem Jahr 2024 mussten alle Strom-Lieferanten mit mehr als 100.000 Kunden zeitvariable oder dynamische Tarife Kunden mit intelligenten Messsystemen (imSys) anbieten.
Seit dem Jahr 2025 sind diese Tarife für alle Strom-Lieferanten verpflichtend.

### Erdgas
Für den Erdgasbereich sind ähnliche Varianten wie für die Stromzähler möglich. Damit kann der aktuelle Gasverbrauch durch Versorger wie Kunden ausgelesen werden.
Ebenfalls angedacht ist die Einführung von Zählern, die statt der üblichen Kubikmeter direkt den Verbrauch in Kilowattstunden angeben. Hierfür ist jedoch eine bidirektionale Kommunikation nötig, da sich die Gaszusammensetzung (Brennwert) ändern kann und dieser Wert in Echtzeit im Zähler (bzw. der Umrechnungselektronik) nachgepflegt werden müsste.
In Deutschland oft verbaute mechanische Zähler verfügen über die Möglichkeit, einen Reedkontakt anzubringen. Um diese „smart“ zu machen, müsste ein Steuergerät die Daten weiter verarbeiten.

### Fernwärme
Fernwärme ist ein weiteres Einsatzgebiet für intelligente Zähler.

### Wasser
Es gibt auch Smart Meter für Nutz- und Trinkwasser. Diese zeigen den aktuellen Verbrauch, was bei Wasser – im Unterschied zu anderen Netzen – primär dazu dient, Wasserrohrbrüche oder nicht abgedrehte Wasserhähne schnell ausfindig machen zu können, also der Fehlfunktionsüberwachung.
Mittlerweile gibt es konventionelle Nasszähler mit Reedkontakt (oder nachrüstbar). Daran lassen sich intelligente Zähler anschließen. Üblicherweise werden dabei 0,01 m³ = 10 Liter gezählt.
Ein anderer Weg ist es, den konventionellen Nasszähler mit einer Kamera periodisch zu fotografieren und mittels Bilderkennung die Ziffern auszulesen. Dies kann dann weiter über WLAN übertragen und ausgewertet werden.

## Technische Realisierung
Stromzähler sind per se elektrische Messgeräte. Gas-, Fernwärme- oder Wasserzähler kann man mit verschiedenen Methoden fernauslesbar gestalten. Mechanische Balgengaszähler oder Flügelradzähler für Wasser kann man genauso wie elektromechanische Ferraris-Zähler leicht mit elektronischer Schnittstelle und integrierter Fernübertragungseinrichtung ausstatten. Rein mechanische Messgeräte oder ältere Zählwerke kann man mit einem digitalen Auslesegerät nachrüsten, das mit einer optischen Texterkennung den Zählerstand ermittelt.
Mit dem Volkszähler steht seit 2011 die technische Dokumentation eines exemplarischen Smart Meters als Open-Source-Hard- und -Software zur Verfügung.

### Übertragungstechnik
Zur Datenfernübertragung gibt es unter anderem folgende Möglichkeiten:
- PSTN (Public Switched Telephone Network / Festnetztelefonie)
- GSM
- GPRS (General Packet Radio Service / Mobilfunk)
- LAN (Local Area Network / lokales Netzwerk)
- Powerline Communication (PLC) Datenübertragung über das Stromnetz, üblicherweise in dem für den Netzbetreiber reservierten Frequenzbereich 9 kHz bis 95 kHz (CENELEC Frequenzband A)[19]
- WLAN
- NarrowBand-IoT (NB-IoT, Standardisiert von 3GPP)[20]
- LTE-M, basiert auf LTE Advanced von 3GPP (Standardisiert von 3GPP)[21]
- Sigfox

Übertragungstechniken werden auch oft kombiniert, z. B. Powerline Communication im Nahbereich, Bündeln der Powerline-Anbindungen über einen Daten-Konzentrator (DCU), Mobilfunk-Datenübertragung im Fernbereich.

### Zentrales System

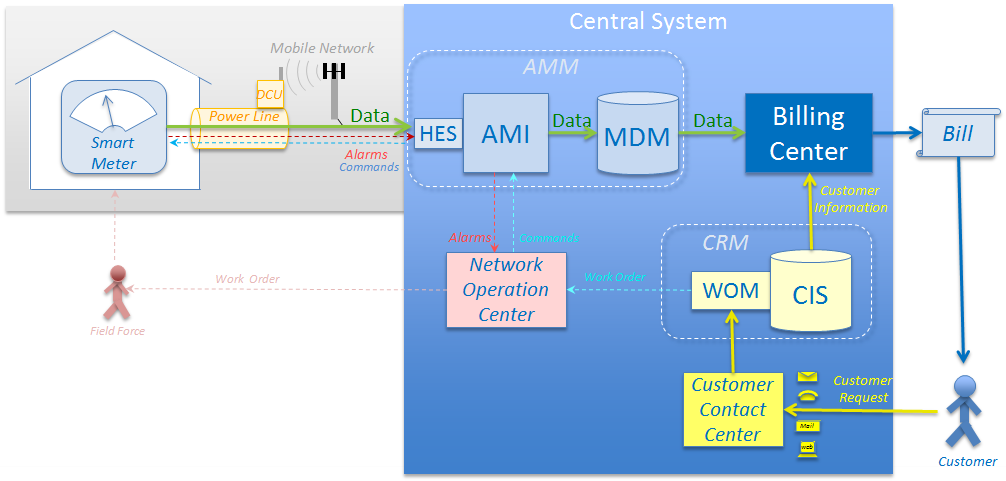
Smart-Meter-Infrastruktur: Smart Meter, Übertragungstechnik, Zentrales System

Der Betrieb der Smart Meter erfolgt über ein zentrales System, bestehend aus folgenden Komponenten:
- Advanced Meter Management (AMM): System zum Betreiben der Smart Meter, Auslesen und Speichern der Messwerte. Besteht aus den Komponenten
  - Head End System (HES): Interface des Zentral-Systems zu den Smart Metern eines bestimmten Typs
  - Advanced Metering Infrastructure (AMI): Liest die Messwerte aus den Smart Metern, leitet Meter-Alarme ans NOC weiter und Kommandos an die Smart Meter
  - Meter Data Management (MDM): Speichert die gelesenen Messwerte der Smart Meter, überprüft die Messwerte and verarbeitet sie weiter
- Network Operation Center (NOC): Zentraler Netzbetrieb, überwacht und betreibt das Smart-Meter-Netzwerk inklusive der Kommunikationseinrichtungen. Das NOC steuert die
  - Field Force: Feldtechnik, führt alle Arbeiten vor Ort durch wie Installationen, Gerätetausch, Entstörung
- Customer Relationship Management (CRM): Zentrale Kundendatenbank, koordiniert Aufbau und Änderungen am Smart-Meter-Netzwerk. Besteht aus den Komponenten
  - Customer Information System (CIS): Zentrale Kundendatenbank, enthält Kundenverträge, gebuchte Features, Kundentarife, Standorte usw.
  - Work Order Management System (WOM): Triggert Änderungen am Smart-Meter-Netzwerk (Kunden-Änderungen, Tarifänderungen usw.) über Work Ordern ans NOC
- Billing Center: Zentrales Rechnungswesen, erstellt Kundenrechnungen und verfolgt den Eingang der Zahlungen
- Customer Contact Center (CCC): Stellt Schnittstellen zu den Kunden bereit (Call-Center, Mail-, Web-Interface) und organisiert den Zugang zu den Smart Metern beim Kunden, falls erforderlich

#### Advanced Meter Management (AMM)
Oberbegriff für das System aus Head End System, Advanced Metering Infrastructure, Meter Data Management (MDM)

#### Head End System (HES)
Das Head End System bindet die Smart Meter an das zentrale System an und ermöglicht es, die Funktionen der Smart Meter zentral zu verwalten und zu automatisieren.
Unterstützte Funktionen sind zum Beispiel:
- Automatisches Weiterleiten von Messwerten (monatlich, täglich, stündlich, alle 15 Minuten usw.), Auslesen der Messwerte auf Anforderung
- Weiterleitung von Alarmen (Phase unterbrochen, Nullleiter unterbrochen, Unter-/Überspannung, harmonische Verzerrungen, Umkehrung Energiefluss)
- Ausführen von Kommandos auf den Smart Metern (Konfigurieren der Smart Meter, Tarif-Umstellungen, Umstellen der Messintervalle, An- und Abschalten der Messungen, An- und Abschalten der Stromverbindung)

Da sich die Smart Meter unterschiedlicher Hersteller unterschiedlich verhalten, muss das Head End System für jeden Smart-Meter-Typ entsprechend angepasst werden.

#### Advanced Metering Infrastructure (AMI)
Dieses System verarbeitet die Messwerte und Alarme, die vom HES weiter geleitet werden, und leitet sie an das NOC sowie an andere Komponenten des zentralen Systems, wie das MDM weiter.
Das AMI führt auch eine Überprüfung der Messwerte durch, signalisiert fehlende Messwerte, detektiert Ausreißer in den Messwerten und erstellt Statistiken und Übersichten für das NOC.
Das AMI speichert Alarme der Smart Meter und bereitet sie auf. Das AMI verarbeitet auch Kommandos an die Smart Meter und deren Rückmeldungen.

#### Meter Data Management (MDM)
Das MDM System beinhaltet die zentrale Messwertdatenbank der Smart Meter. Das MDM überprüft die Messwerte nach vordefinierten Regeln auf Konsistenz, bildet Statistiken über Messwerte, fasst Messwerte nach bestimmten Kriterien zusammen (z. B. Gebietssummen), und kann bei fehlerhaften oder fehlenden Messwerten einen wahrscheinlichen Wert schätzen.
Die im MDM gesammelten Messwerte bilden die Hauptdatenquelle für die Abrechnung durch das Billing System.
Die im MDM gesammelten Messwerte sind eine wesentliche Datenquelle für die Planung durch den Netzbetreiber (Verbrauchsplanung, Lastplanung usw.).

#### Network Operation Center (NOC)
Das Network Operations Center koordiniert den Betrieb des Smart-Meter-Netzwerks.
Das NOC überwacht die Smart-Meter-Messungen, reagiert auf Alarme und fehlende Messwerte und organisiert Reparaturarbeiten, wenn Fehler auftreten.
Hierzu wird nicht nur das eigene Netzwerk betrachtet, sondern auch Fehler in anderen Netzwerken analysiert (z. B. bei Ausfall der Smart-Meter-Messungen wegen Problemen im Mobilfunknetz). Auf Grund des Fehlerbildes wird die mögliche Ursache eines Fehlers gesucht und zielgerichtet Reparaturarbeiten beauftragt.
Das NOC steuert die Feldtechniker, die die Reparaturarbeiten vor Ort durchführen. Fallen Arbeiten beim Kunden an, muss hierzu vorher über das Customer Contact Center ein Termin mit dem Kunden ausgemacht werden.
Änderungen am Netz und den Smart Metern werden auch vom NOC gesteuert, hierzu erhält das NOC eine Work Order von der Planungsabteilung und koordiniert die erforderlichen Arbeiten (remote über Kommandos oder vor Ort über die Feldtechnik).

#### Field Force
Die Feldtechnik ist verantwortlich für alle Arbeiten vor Ort, wie Installation, Wartung, Austausch von Smart Metern beim Kunden, Arbeiten am Netz. Die Feldtechnik wird vom NOC gesteuert. Die Feldtechniker erhalten die Installations- und Reparatur-Aufträge oft über das Work Order Management System, das die Aufträge zum Beispiel über eine Smartphone-App weiterleitet.

#### Customer Relationship Management (CRM)
Oberbegriff für das System aus Customer Information System und Work Order Management System

#### Customer Information System (CIS)
Das CIS ist die zentrale Kundendatenbank. Sie enthält alle relevanten Kundendaten, wie
- Vertragsinformationen
- Gebuchte Tarife und Features
- Abrechnungsinformationen
- Kontaktinformationen (Adresse, Telefonnummer, E-Mail)
- Standortinformationen (Anfahrt, besondere Standorthinweise, Meteraufstellort und -daten)
- Historie (Tarifwechsel, Meterwechsel, Fehlermeldungen)

Das CIS wird bei jedem Kundenkontakt zu Rate gezogen (Call-Center-Anrufe, Kundenaufträge, Fehlerbehebungen), sowie bei allen abrechnungsrelevanten Aktionen.
Alle kundenrelevanten Änderungen fließen in das CIS ein (Adressänderung, Tarifänderungen, Meter-Änderungen).

#### Work Order Management (WOM)
Zu allen Änderungen, die am Netz oder den Smart Metern vorgenommen werden, werden Work Ordern erstellt, diese werden über das NOC koordiniert. Hierzu gehören
- Anschluss neuer Kunden, Entfernen gekündigter Kunden, Änderungen des Kundenvertrags oder -equipments
- Änderungen an der Netzinfrastruktur oder an der Netzkonfiguration
- Einspielen von Kommandos

Alle Aktionen am Netz werden über das Work Order Management System koordiniert. Ist Arbeit vor Ort erforderlich, koordiniert das WOM die Feldtechniker, liefert ihnen die Aufträge, gibt ihnen Zusatzinformationen (z. B. nähere Informationen zum Kunden) und registriert die Ergebnisse der Feldtechniker (Arbeit erledigt, Probleme vor Ort, Kunde nicht da usw.). Als Hilfsmittel dient hier oft ein Smartphone, über das dem Techniker die Details des Auftrags übermittelt werden, und über das er Rückmeldungen geben kann. Alle diese Informationen werden vom WOM aufgenommen und koordiniert.

#### Billing Center
Das Billing Center koordiniert alle Kundenrechnungen. Es erstellt die Kunden-Rechnung aus den gemessenen Smart-Meter-Werten aus dem MDM und den Kundeninformationen aus dem CIS. Dem Kunden werden die Rechnungen zugestellt bzw. das Geld direkt von der Bank eingezogen.
Das Billing Center verfolgt die Bezahlung der Rechnungen und leitet bei Problemen mit dem Bezahlen der Rechnungen direkt Maßnahmen ein (Mahnungen, Inkasso-Beauftragung, bis hin zum Sperren des Anschlusses).
Zusätzlich werden noch Steuern, Abgaben, Bilanzen und ähnliches berechnet.

#### Customer Contact Center (CCC)
Das Kunden-Kontakt-Zentrum arbeitet in zwei Richtungen
1. Annahme von Kundenanfragen, -aufträgen und -beschwerden. Diese werden über unterschiedliche Kanäle angenommen (Telefon, Mail, Website, Brief) und münden in Fehlermeldungen an das NOC oder Work Ordern zum Ändern der Kundendaten und Einstellungen
2. Kontaktieren des Kunden, um Zugang zu den Einrichtungen beim Kunden zu erhalten. Der Kundenkontakt wird über unterschiedliche Kanäle vorgenommen (Brief, Telefon, Mail, SMS). Ist ein Termin mit dem Kunden ausgemacht, wird die Feldtechnik über das Work Order Management System entsprechend beauftragt

Das Kunden-Kontakt-Zentrum zeichnet die Daten aller Kundenkontakte auf und gibt diese Informationen dann entsprechend an NOC oder Feldtechnik weiter.

## Einführung intelligenter Zähler und Gesetzeslagen

### International

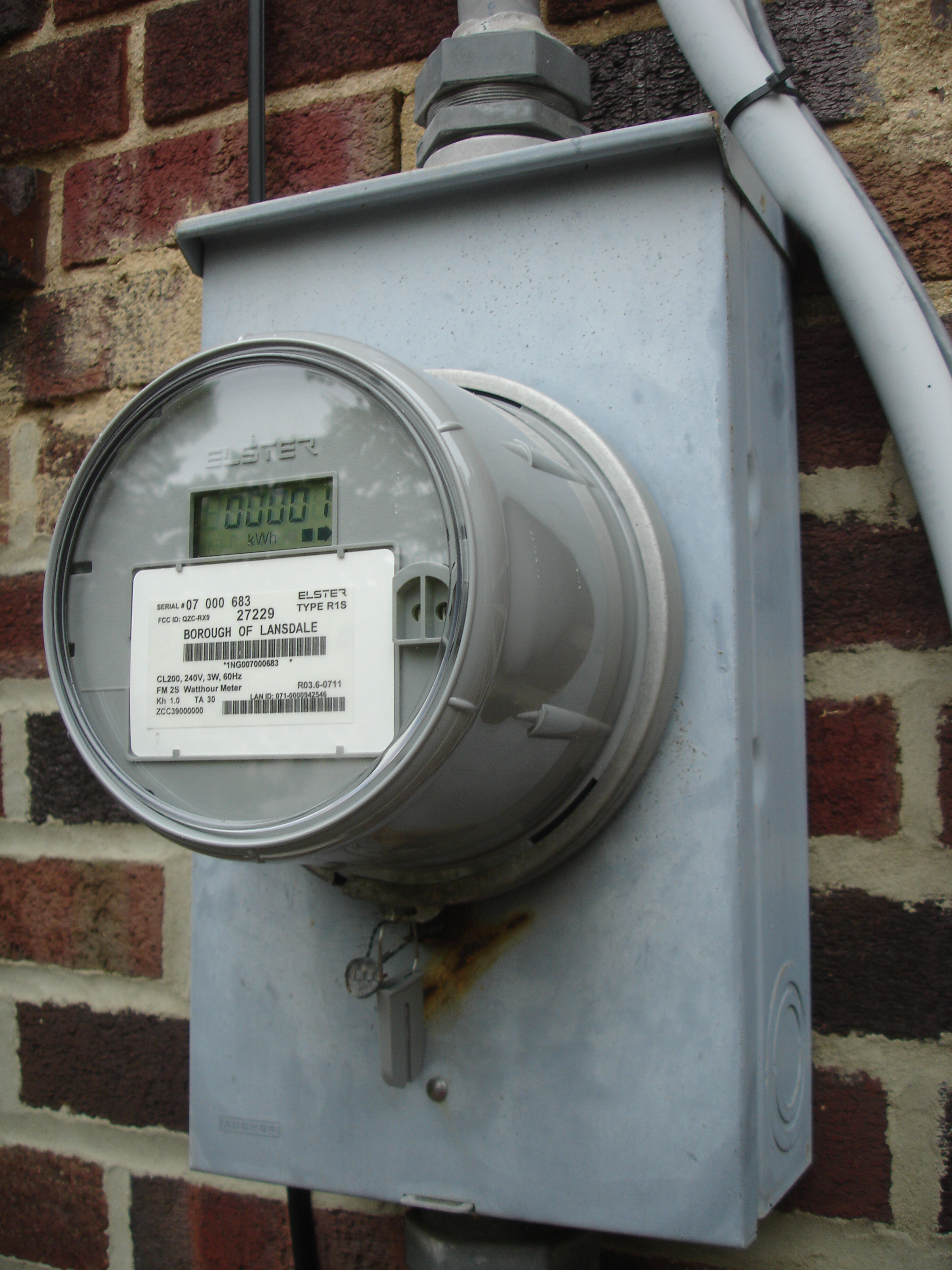
Intelligenter Stromzähler US-amerikanischer Bauart (2008)

Die Umsetzung des Smart-Metering-Ansatzes wird auf mehreren Ebenen gesetzlich bestimmt. Für die Mitgliedstaaten der Europäischen Union sind dies die Richtlinien der EU sowie ihre nationalen Gesetze. Andere Staaten betreiben den Ansatz nach individuellen nationalstaatlichen Regelungen.
In Italien, Schweden, Kanada, den USA, der Türkei, Australien, Neuseeland und den Niederlanden wurden intelligente Zähler bereits in größerem Umfang installiert bzw. ihre Einführung beschlossen. Das bedeutet allerdings nicht, dass die Zählermärkte in all diesen Ländern für den Wettbewerb geöffnet sind – in Ländern wie Schweden etwa wurden elektronische Stromzähler von 2003 bis 2009 verpflichtend für alle Haushalte vom Netzbetreiber eingeführt.

### Europäische Union

Einführungsraten intelligenter Messsysteme in europäischen Staaten

Die Europäische Union hat in der Richtlinie 2006/32/EG über Endenergieeffizienz und Energiedienstleistungen vom 5. April 2006 beschlossen, dass in allen Mitgliedstaaten, soweit technisch machbar, finanziell vertretbar und im Vergleich zu den potentiellen Energieeinsparungen angemessen, alle Endkunden in den Bereichen Strom, Erdgas, Fernheizung und/oder -kühlung und Warmbrauchwasser individuelle Zähler zu wettbewerbsorientierten Preisen erhalten sollen, die den tatsächlichen Energieverbrauch des Endkunden und die tatsächliche Nutzungszeit anzeigen.
Eine der Grundlagen für Smart Metering ist der Artikel 13 der Richtlinie 2006/32/EG (EDL 2006/32/EG: „Die Abrechnung auf der Grundlage des tatsächlichen Verbrauchs wird so häufig durchgeführt, dass die Kunden in der Lage sind, ihren eigenen Energieverbrauch zu steuern“). Die Richtlinie richtete sich auf die Förderung des Einsatzes von bidirektionalen elektronischen Messeinrichtungen. Die Einbeziehung aller Beteiligten der Energieerzeugung, der Übertragung und des Verbrauchs soll eine optimale Nutzung der vorhandenen Ressourcen fördern. Ein weiteres Ziel war, den Verbrauchern zumindest vierteljährliche Energieverbrauchsdaten zur Verfügung stellen zu können, damit diese zeitnäher als zuvor erfahren, wie hoch ihr Verbrauch war.
Zweite und deutlich detailliertere Grundlage ist die Europäische Energiebinnenmarktrichtlinie 2009/72/EG, in der der Aufbau von Smart-Metering-Infrastrukturen in den Mitgliedstaaten vorgesehen ist. Hierzu heißt es in Anhang I Nr. 2:

„Die Mitgliedstaaten gewährleisten, dass intelligente Messsysteme eingeführt werden, durch die die aktive Beteiligung der Verbraucher am Stromversorgungsmarkt unterstützt wird. Die Einführung dieser Messsysteme kann einer wirtschaftlichen Bewertung unterliegen, bei der alle langfristigen Kosten und Vorteile für den Markt und die einzelnen Verbraucher geprüft werden sowie untersucht wird, welche Art des intelligenten Messens wirtschaftlich vertretbar und kostengünstig ist und in welchem zeitlichen Rahmen die Einführung praktisch möglich ist. […] Wird die Einführung intelligenter Zähler positiv bewertet, so werden mindestens 80 % der Verbraucher bis 2020 mit intelligenten Messsystemen ausgestattet.“

Die EU-Kommission veröffentlichte wiederholt – zuletzt im Oktober 2022 – Reports zum Stand der Arbeiten am Aufbau von Smart-Meter-Infrastrukturen in Europa. Demnach haben sich 2014 16 Mitgliedstaaten für einen Rollout von 80 % Smart Metern bis 2020 entschieden (Österreich, Dänemark, Estland, Finnland, Frankreich, Griechenland, Irland, Italien, Luxemburg, Malta, die Niederlande, Polen, Rumänien, Spanien, Schweden und Großbritannien). Bis zum 31. Dezember 2021 hatten 14 Staaten (Dänemark, Estland, Spanien, Finnland, Frankreich, Italien, Litauen, Luxemburg, Lettland, Malta, Niederlande, Norwegen, Schweden, Slowenien) das Ziel erreicht; hier wird für die Zukunft eine durchschnittliche Durchdringungsrate mit Smart Metern von 95 % und mehr erwartet. Dagegen planen zwei Mitgliedstaaten nur einen selektiven Rollout (Deutschland, Slowakei). Deutschland strebt eine Ausstattung von nur etwa 15 % der Anschlüsse bis zum Jahr 2029 an und will stattdessen den Einbau von modernen Messeinrichtungen bis 2032 verpflichtend durchführen. Zwei Mitgliedstaaten wollen keinen Rollout durchführen (Belgien, Tschechien). Bei den restlichen Mitgliedstaaten lagen die Kosten-Nutzen-Analysen entweder noch nicht vor oder waren unschlüssig.

### Deutschland

Stromzählertypen in Deutschland 2022

Laut Monitoringbericht 2023 der Bundesnetzagentur und des Bundeskartellamtes über die Entwicklungen auf den deutschen Elektrizitäts- und Gasmärkten wurden im Jahr 2020 noch 33,7 Mio. Messlokationen bei Haushaltskunden mit Ferraris-Prinzip betrieben, die Zahl sank 2021 auf 30,2 Mio. und 2022 auf 26,7 Millionen. Die Zahl der Smart Meter und modernen Messeinrichtungen stieg von 9,7 Mio. 2020 in den Jahren 2021 und 2022 auf 13,9 Mio. bzw. 17,6 Millionen.

#### Gesetzeslage in Deutschland (2023)
Mit dem am 22. Mai 2023 veröffentlichten „Gesetz zum Neustart der Digitalisierung der Energiewende“ wurden Änderungen in vorhandenen Gesetzen (EnWG, MsbG, EEG) vorgenommen, die den Einbau von intelligenten Messsystemen (iMSys) bei Verbrauchern ab 6.000 kWh Jahrverbrauch und Erzeugern ab 7 kW installierter Leistung bis 2032 gewährleisten sollen. Liegt der Verbrauch unter 6.000 kWh/Jahr und die Erzeugungsleistung unter 7 kW bleibt der iMSys-Einbau für den Messstellenbetreiber optional, es reicht auch eine moderne Messeinrichtung (mME). Das Gesetz stellt mit einem festen Pflichteinbau-Fahrplan sicher, dass „Smart Meter flächendeckend in Haushalten und Unternehmen zum Einsatz kommen“. Bis Ende 2025 müssen mindestens 20 Prozent, bis Ende 2028 mindestens 50 Prozent und bis Ende 2030 mindestens 95 Prozent der betroffenen Verbraucher mit einem intelligenten Messsystem ausgestattet sein. Die jährlichen Kosten für den Betrieb der Stromzähler werden für normale Haushaltskunden auf 20 EUR gedeckelt.
Für Stromanbieter eröffnen die neuen Messeinrichtungen die technische Option Letztverbrauchern „lastvariable oder tageszeitabhängige Tarife“ anzubieten; ab dem 1. Januar 2025 ist das Angebot solcher dynamischen Tarife verpflichtend, wenn der Letztverbraucher ein intelligentes Messsystem hat (EnWG § 41a). Darüber hinaus sind Smart Meter die Voraussetzung, um Stromerzeuger und -verbraucher zu einem intelligenten Stromnetz (Smart Grid) zusammenzuführen.

#### Einführung des Messstellenbetriebsgesetzes
Im September 2016 trat das Gesetz zur Digitalisierung der Energiewende in Kraft. Das darin enthaltene Messstellenbetriebsgesetz (MsbG) löste neben der Regelung in den §§ 21c ff EnWG auch die Messzugangsverordnung ab.
Nach § 29 MsbG sollen Haushalte und andere Verbraucher ab 6.000 kWh/a Stromverbrauch sowie Erneuerbare-Energien- und KWK-Anlagen ab 7 kW Leistung mit einem intelligenten Messsystem ausgestattet werden, sobald dies technisch möglich (§ 30 MsbG) und wirtschaftlich vertretbar (§ 31 MsbG) ist (zum Vergleich: der Durchschnittsverbrauch eines 3-Personen-Haushalts beträgt 3.500 kWh/a; ein Verbrauch von 6.000 kWh/a entspricht 2017 einer monatlichen Stromrechnung von fast 146 €). Soweit die Ausstattung einer Messstelle mit intelligenten Messsystemen nicht vorgesehen ist und soweit dies nach § 32 MsbG wirtschaftlich vertretbar ist, sind Messstellen bei Letztverbrauchern und Anlagenbetreibern mindestens mit modernen Messeinrichtungen auszustatten.
Die technische Möglichkeit nach § 30 MsbG setzt voraus, dass mindestens drei Unternehmen intelligente Messsysteme anbieten, die vom Bundesamt für Sicherheit in der Informationstechnik (BSI) zertifiziert wurden und das BSI dies in  einer Markterklärung bekanntgibt. Seit dem am 19. Dezember 2019 das dritte Smart Meter Gateway zertifiziert wurde, liegen die Voraussetzung für die Markterklärung vor. Ab dann ist die nach § 31 MsbG vorgesehene schrittweise Ausstattung von Verbrauchern mit intelligenten Messsystemen möglich.

##### Datenschutzmodell im Messstellenbetriebsgesetz
Hinsichtlich Datenschutz und -sicherheit enthält das Messstellenbetriebsgesetz in §§ 31–70 umfangreiche Regelungen.
Das deutsche Modell zum Datenschutz sieht vor, dass die kontinuierliche Übermittlung von Verbrauchsdaten erst bei bedarfsmäßig höherem Verbrauch durchgeführt wird. Verbrauchsdaten werden 15-minütig im Gerät gespeichert, § 55 MsbG. Nur zu bestimmten gesetzlich definierten Zwecken wird den Akteuren des Energiesystems Zugang zu einzelnen dort gespeicherten Daten gewährt, §§ 60ff. MsbG. Der Kunde muss dagegen alle seine Daten immer einsehen können, § 61 MsbG. Der Kunde kann darüber hinaus selbst entscheiden, wem er Zugang zu seinen Daten gewährt, § 65 Nr. 1 MsbG.
Auf welche personenbezogenen Daten standardmäßig Lieferanten und Netzbetreiber Zugriff haben, ist in § 60 Abs. 3 MsbG beschrieben. Die Zugriffsrechte unterscheiden sich je nach dem jährlichen Stromverbrauch des Kunden. Für Kunden mit weniger als 10.000 kWh Stromverbrauch gelten strengere Vorschriften, weil hierunter auch Haushaltskunden fallen. Der Gesetzgeber nahm an, dass Haushaltskunden kaum mehr als 10.000 kWh im Jahr verbrauchen. Ein Jahresverbrauch von 10.000 kWh entspräche in etwa einer Wohnung mit Elektroheizung, einem Einfamilienhaus mit Wärmepumpenheizung oder einem 10-Personen-Haushalt.
Bei Kunden unter 10.000 kWh Jahresverbrauch dürfen Netzbetreiber und Lieferant nur einmal im Jahr sogenannte Jahresarbeitswerte abfragen. 
Das ist der Gesamtverbrauch eines Jahres. Zugriff auf 15-Minutenwerte oder andere Daten erhalten sie nicht. Die Daten werden über einen verschlüsselten und integritätsgesicherten Kanal übertragen, § 50 Abs. 1 sowie Erläuterungen zu § 2 Nr. 26 MsbG. Sie müssen schnellstmöglich pseudonymisiert oder anonymisiert werden, § 52 Abs. 3 MsbG. Sie müssen gelöscht werden, sobald eine Speicherung nicht mehr erforderlich ist, § 66 Abs. 3 MsbG. Das gilt für alle Kundengruppen. Zusätzlich können Haushaltskunden immer gemäß § 40 Abs. 5 EnWG einen datensparsamen Tarif wählen. Dabei wird laut Gesetz "die Datenaufzeichnung und -übermittlung auf die Mitteilung der innerhalb eines bestimmten Zeitraums verbrauchten Gesamtstrommenge begrenzt".
Bei Kunden ab 10.000 kWh Jahresstromverbrauch werden täglich 15-Minutenwerte des Vortages an den Lieferanten und an den Netzbetreiber versandt, § 60 Abs. 3 MsbG. Sollte es sich um einen Haushaltskunden handeln, so scheint unklar, ob auch er den datensparsamen Tarif nach § 40 Abs. 5 EnWG wählen kann, so dass „die Datenaufzeichnung und -übermittlung auf die Mitteilung der innerhalb eines bestimmten Zeitraums verbrauchten Gesamtstrommenge begrenzt bleibt.“
Bei Kunden mit mehr als 20.000 kWh werden ebenfalls 15-Minutenwerte übersandt. Zusätzlich kann der Netzbetreiber nur bei diesen Zählpunkten und bei EEG-, KWK- und § 14a-Anlagen sogenannte Netzzustandsdaten abfragen, § 56 MsbG. Netzzustandsdaten sind gemäß § 2 Nr. 16 MsbG Spannungs- und Stromwerte und Phasenwinkel.
Im Gesetz sind in den §§ 66 bis 70 MsbG die Zwecke aufgeführt, für die Netzbetreiber, Lieferant und Bilanzkreisverantwortlicher übergebene Daten nutzen dürfen. Diese Zwecke umfassen das Erstellen der Abrechnungen, die Planung des Netzausbaus, mit Teilnehmern an gesetzlichen Flexibilitätsmechanismen zu interagieren und Einspeiseprognosen für Erneuerbare Energien zu erstellen. Die Daten müssen gelöscht werden, sobald sie hierzu nicht mehr benötigt werden (jeweils Absatz 3 jeder Vorschrift). Die Datennutzung für andere Zwecke ohne Einwilligung des Kunden ist verboten, § 70 MsbG. Auch dürfen die Daten nicht nach anderen Vorschriften – etwa von der Polizei oder anderen Stellen – beschlagnahmt werden, § 49 Abs. 1 MsBG.

##### Metering Code
Der Metering Code des Forum Netztechnik/Netzbetrieb im VDE (FNN) ist ein übergreifender Standard, um Messdaten der öffentlichen Elektrizitätsversorgung einheitlich zu erfassen und zu übertragen. Er definiert technische Mindestanforderungen für den Messstellenbetrieb. Die seit 2011 gültige Anwendungsregel Messwesen Strom – Metering Code (E VDE-AR-N 4400) wurde in Vorbereitung des Rollouts intelligenter Messsysteme überarbeitet. Dem Smart-Meter-Gateway kommt dabei eine zentrale Rolle zu. Im Metering Code finden sich Standards zur korrekten Aufbereitung von Messdaten, bevor diese an die Marktpartner übergeben werden. Außerdem wird der in den letzten Jahren weiterentwickelte Ordnungsrahmen zum intelligenten Messsystem berücksichtigt (neue Mess- und Eichverordnung (2015), das Messstellenbetriebsgesetz (MsbG 2016) sowie das Interimsmodell der Bundesnetzagentur (2017) zur Abwicklung der Marktprozesse über das intelligente Messsystem). Die neue Anwendungsregel Messwesen Strom – Metering Code setzt dieses Interimsmodell der Bundesnetzagentur um.

##### Messstellenbetreiber (MSB)
Für die Messlokation (den Ort, an dem Energie gemessen wird) ist es nach § 14 MsbG möglich, dass Messeinrichtungen in der Energiewirtschaft (zum Beispiel Stromzähler, Gaszähler) anstelle des Verteilnetzbetreibers von unabhängigen Messstellenbetreibern (MSB) eingebaut und betrieben werden können. Der Wechsel zwischen beiden ist für Verbraucher kostenlos. Das politische Ziel ist, einen freien Markt für das Messwesen allgemein und speziell die Smart-Meter-Gateway-Administration zu schaffen, der im Interesse des Kunden zu sinkenden Messentgelten führt. Der Messstellenbetreiber hat mit dem Netzbetreiber einen Messstellenbetreibervertrag zu schließen, derunter anderem Folgendes regelt:
- Beschreibung der Prozesse beim Zählerwechsel (zum Beispiel Fristen, Inbetriebnahme);
- Anforderungen an den Messstellenbetreiber (unter anderem Anmeldung beim Eichamt, Beherrschung der Technologie bei der Zählermontage);
- technische Anforderungen an die Messeinrichtung.

Die am 8. November 2012 in Kraft getretene Managementprämienverordnung (MaPrV) besagte, dass Betreiber von Anlagen zur Erzeugung von regenerativer Energie aus solarer Strahlungsenergie und Windenergie zum Erhalt der erhöhten Managementprämie ab 1. Januar 2013 die Anlagen fernsteuerbar machen müssen (§ 3 MaPrV). Dies dient der besseren Integration von fluktuierenden Energieträgern in den Markt. Laut Managementprämienverordnung „[…] muss die Abrufung der Ist-Einspeisung und die ferngesteuerte Reduzierung der Einspeiseleistung nach Absatz 1 über das Messsystem erfolgen […]“ (§ 3 MaPrV Abs. 3), wodurch der Messstellenbetreiber in den Prozess eingebunden wird.
Für den Aufbau und Betrieb der Messeinrichtung erhält der Messstellenbetreiber ein Monatsentgelt. Dieses wird direkt vom Kunden oder, wenn so vereinbart, von dessen Energielieferanten erhoben. Die Zahlung des Messentgelts an Netzbetreiber entfällt für Kunden bei Beauftragung eines Messstellenbetreibers. Ein Messdienstleister (MDL) übernimmt als Subunternehmer des Messstellenbetreibers Teile seiner Aufgaben. Der Messdienstleister tritt unter dem Namen des Messstellenbetreibers auf, besitzt jedoch nicht den Zähler.
Nach einer langen Normierungs- und Testphase kam die Digitalisierung von Stromzählern erst spät in die Flächenanwendung. Dann versäumte es das zuständige Bundesamt, rechtzeitig Geräte zu prüfen und zuzulassen. Die Stromkonzerne hatten es auch nicht eilig mit dem Austausch. Gern bauten sie weiterhin billige Ferraris-Zähler ein. Privatkunden, die einen digitalen Zähler wünschten, wurden hohe Rechnungen ausgestellt.
Dabei ist es Aufgabe der Messstellenbetreiber, geeichte und dem Stand der Technik entsprechende Messgeräte beriet zu stellen.

#### Geschichtliche Entwicklung der Smart-Meter-Einführung ab 1998

##### Schaffung eines freien Strom- und Gasmarkts
Das Gesetz zur „Neuregelung des Energiewirtschaftsrechts“ gab 1998 den Startschuss für den freien Wettbewerb. Zu Gunsten der Verbraucher sollte der Konkurrenzgedanke auf dem Strom- und Gasmarkt entfacht werden. Um eine Chancengleichheit unter den Wettbewerbern zu gewährleisten, wurde 2005 die Bundesnetzagentur als Regulierungsbehörde geschaffen.

##### Liberalisierung des Mess- und Zählerwesens
Als weiterer Meilenstein folgte im Jahr 2008 die Liberalisierung des Mess- und Zählerwesens für einen wettbewerblichen Messstellenbetrieb. Ein Messstellenbetreiber ist ein Unternehmen, das Messstellen für Strom und Gas installiert und diese betreibt. In Deutschland darf mittlerweile jeder Energieverbraucher seinen Messstellenbetreiber frei wählen (§ 5 MsbG).
Grundlage für den Aufbau der Smart-Metering-Infrastruktur nach den Vorgaben des BSI in Deutschland ist die „Kosten-Nutzen-Analyse für einen flächendeckenden Einsatz intelligenter Zähler“.
Sie erfolgte nach Vorgaben der EU aufgrund Richtlinie 2009/72/EG und Empfehlung 2012/148/EU im Auftrag des Bundeswirtschaftsministeriums durch Ernst & Young. Die Studie kommt zu dem Ergebnis, dass für die gesamte Volkswirtschaft der größte Nutzen entstünde, wenn jeder Haushalt ab einem jährlichen Stromverbrauch von 3.000 kWh oder mehr mit einem intelligenten Messsystem ausgestattet würde. Das wäre jeder deutsche Durchschnittshaushalt (jährlicher Verbrauch etwa 3.500 kWh). Solch ein volkswirtschaftlich optimaler Rollout wird von den Autoren aber nicht empfohlen. Es sei nicht zu erwarten, dass in Durchschnittshaushalten die Kosten für BSI-konforme intelligente Messsysteme von entsprechenden Einsparungen gedeckt seien. Damit sei erst ab einem Jahresverbrauch von 6.000 kWh zu rechnen. Einzelne Kundengruppen mit unter 6.000 kWh Jahresverbrauch, die dennoch besonderen Nutzen aus den Intelligenten Messsystemen ziehen könnten, sollten besser marktlich erschlossen werden.
Das Bundeswirtschaftsministerium legte im Februar 2015 die „7 Eckpunkte für das anstehende Verordnungspaket Intelligente Netze“ vor.
Danach sollen die bereits geltenden gesetzlichen Vorgaben nicht ausgeweitet werden. Erst ab dem Jahr 2021 sollen Kunden mit 6.000 bis 10.000 kWh Jahresverbrauch mit einem intelligenten Messsystem ausgestattet werden. Dies wären die obersten 10 Prozent der deutschen Haushalte. Zugleich soll eine Preisobergrenze von maximal 100 Euro pro Jahr im Vergleich zu heute etwa 16 Euro jährliche Kosten für einen mechanischen Zähler gelten. Bei einem durchschnittlichen Strompreis von 28,81 Cent pro kWh entspräche dies ab 2021 bei den verbrauchsstärksten 10 % der Haushalte einen Anstieg der monatlichen Stromrechnung von 144 Euro auf 151 Euro. Eine Einbaupflicht bei Neubauten und Renovierungen soll es nicht mehr geben.
Daneben sollen EEG- und KWK-Anlagen ab einer Größe von 7 kW Leistung über intelligente Messsysteme angebunden werden. Hierbei soll weniger eine Nutzung im Haushalt als die sichere und einheitliche Einbindung der Anlagen in das Energiesystem im Vordergrund stehen. In vielen EEG-Anlagen genutzte Kommunikationstechnologien hatten zuletzt Sicherheitslücken aufgewiesen.

##### Bis 2016
In Deutschland bestanden vereinzelte Regelungen zu intelligenten Zählern in den §§ 21c – 21i EnWG.
§ 21c EnWG sah vor, dass Messstellenbetreiber
- in Gebäuden, die neu an das Energieversorgungsnetz angeschlossen werden oder einer größeren Renovierung […] unterzogen werden,
- bei Letztverbrauchern mit einem Jahresverbrauch größer 6 000 Kilowattstunden,
- bei Anlagenbetreibern nach dem Erneuerbare-Energien-Gesetz oder dem Kraft-Wärme-Koppelungsgesetz bei Neuanlagen mit einer installierten Leistung von mehr als 7 Kilowatt jeweils Messsysteme einbauen mussten, die den Anforderungen nach §§ 21d und 21e EnWG genügten, soweit dies technisch möglich war,
- in allen übrigen Gebäuden

Messsysteme einbauen mussten, die den Anforderungen nach § 21d und § 21e EnWG genügten, soweit dies technisch möglich und wirtschaftlich vertretbar war. Die genaue Ausgestaltung sollte in einem Paket von Verordnungen erfolgen.
Spätestens seit dem 30. Dezember 2010 muss dem Endverbraucher soweit technisch machbar und wirtschaftlich zumutbar zusätzlich ein Tarif angeboten werden, der einen Anreiz zur Energieeinsparungen (hier Elektrizität) oder eine Steuerung des Energieverbrauchs zum Ziel hat. Dies „sind insbesondere lastvariable oder tageszeitabhängige Tarife“, meist werden sie als Zwei-Tarif-Modell (HT/NT) angeboten. Lieferanten sind zugleich verpflichtet, immer auch einen maximal datensparsamen Tarif anzubieten, der sich auf die einmalige Übermittlung des Gesamtstromverbrauchs im Abrechnungszeitraum beschränkt (§ 40 Abs. 5 EnWG).
Eine weitere gesetzliche Grundlage für die Umsetzung des Smart-Metering-Ansatzes lag in der Messzugangsverordnung (MessZV). Diese Verordnung regelte im liberalisierten Energiemarkt die Voraussetzungen und Bedingungen des Messstellenbetriebs und der Messung von Energie. Sie wurde nach Artikel 5 des Gesetzes zur Digitalisierung der Energiewende abgeschafft, die Materie ging im Messstellenbetriebsgesetz (MsbG) auf.
Aufgrund der hohen Anforderungen an Datenschutz und Datensicherheit im Bereich intelligente Messsysteme werden zukünftig in Deutschland nur solche intelligenten Messsysteme zugelassen, die den Anforderungen des Bundesamtes für Sicherheit in der Informationstechnik an ein Smart Meter Gateway genügen (§ 21e EnWG / § 19ff. MsbG).
Das Schutzprofil BSI-CC-PP-0073 entspricht dem Sicherheitsstandard Common Criteria EAL4+ AVA_VAN 5 und ALC_FNR.2. Hierauf basieren die weiteren Vorgaben der Technischen Richtlinie BSI TR-03109. Nach Angaben des BSI wurden zum Schutzprofil und zu den technischen Richtlinien bereits insgesamt 3400 Kommentare aus Fachkreisen eingereicht. Der Entwurf einer Messsystemverordnung, die die technischen Vorgaben für verbindlich erklärt, hatte 2013 das EU-Notifizierungsverfahren passiert. Deren Bestimmungen finden sich jetzt in den §§ 19 bis 28 des Messstellenbetriebsgesetzes.
Gemäß Anhang 1 Nr. 2 der EU-Energiebinnenmarktrichtlinie müssen die Mitgliedstaaten 80 % der Verbraucher mit Smart Metern ausstatten, wenn sie nach Durchführung einer Kosten-Nutzen-Analyse zu dem Ergebnis kommen, dass der Nutzen die Kosten eines solchen Rollouts übersteigt.
Die wirtschaftliche Bewertung hat das Bundeswirtschaftsministerium in Form der im Juli 2013 vorgelegten Kosten-Nutzen-Analyse („KNA“) von Ernst & Young durchgeführt.

##### Pilotprojekte
Deutschlandweit wurden intelligente Zähler in Pilotprojekten getestet, z. B. bei den Energieversorgern acteno, E.ON, EnBW, Vattenfall, RWE, Yello Strom und beim Messstellenbetreiber Discovergy, sowie bei star.Energiewerke.
2008 haben die Stadtwerke Haßfurt GmbH in Haßfurt mit der bundesweit ersten Markteinführung von digitalen Zählern der EVB Energy Solutions GmbH begonnen. Die Einführung von 10.000 Smart Meter wurde Ende 2010 fertiggestellt.
Seit 2016 unterstützte das Bundesministerium für Wirtschaft und Energie im Rahmen des Pilotprogramms Einsparzähler innovative Pilotprojekte zur Einsparung leistungsgebundener Energien wie Strom, Gas, Wärme und Kälte. Gezielt gefördert wurden antragsstellende Unternehmen, die dies auf Basis verschiedener IT-Technologien und in verschiedenen Sektoren und Anwendergruppen erproben, demonstrieren und in den Markt einführen wollen. Die Förderbekanntmachung wurde im Bundesanzeiger am 27. Mai 2016 im Bundesanzeiger veröffentlicht. Das auf drei Jahre angelegte Förderprogramm des Bundesministeriums für Wirtschaft (ESZ) und Energie (BMWi) lief im Juli 2021 aus.

### Österreich
Jeder Netzbetreiber hat bis Ende 2015 10 %, bis Ende 2017 mindestens 70 %, und bis Ende 2019 mindestens 95 % aller an dessen Netz angeschlossenen Zählpunkte als – gemäß § 7 Elektrizitätswirtschafts- und -organisationsgesetz (ElWOG 2010) und der Intelligente Messgeräte-Anforderungsverordnung (IMA-VO 2011) – entsprechende Zähler auszustatten. Grundlage für diese Vorgabe bildet die von der Netzregulierungsbehörde e-Control in Auftrag gegebene Studie zur Analyse der Kosten-Nutzen einer österreichweiten Einführung von Smart Metering.
Wegen der Datenschutzbedenken wurde 2013 die gesetzliche Möglichkeit geschaffen, die standardmäßige tägliche Datenübertragung des Smart Meters abzulehnen (Opt-out-Möglichkeit). Bei Opt-Out wird die Messdatenübertragung der Verbrauchswerte auf die bisher üblichen Messintervalle wie ein Jahr gesetzt, der Summenwert über ein Jahr ist für die Verrechnung der Kosten ausreichend, womit sich seitens Netzbetreiber keine auf einzelne Tage genaue Verbrauchsanalysen bestimmter Kunden realisieren lassen. Bei der rechtlichen Regelung wurde davon ausgegangen, dass die Zahl der Personen, welche die Option Opt-Out wählen unter 5 % bleiben würde, anderenfalls werden die gesetzlichen Rahmenbedingungen angepasst.
Erste Ansätze gibt es auch im Wasser- und Gasnetz, so bieten einige örtliche Versorger schon die Option an, intelligente Zähler freiwillig einbauen zu lassen. Rechtliche Rahmenbedingungen dazu wurden noch keine erarbeitet.

### Schweiz
Intelligente Messsysteme sind integraler Bestandteil der Energiestrategie 2050. Bis Ende 2027 sollen bei den Endkunden voraussichtlich 80 Prozent der alten Stromzähler gegen intelligenter Zähler ausgetauscht werden.

## Fernablesung und variable Abrechnungsmodelle
Datenübertragung ist mit der Mehrzahl der in Deutschland eingebauten „digitalen Zähler“ nicht umsetzbar. Zum Teil werden noch (Stand 2023) analoge Ferraris-Zähler betrieben. Nur mit sogenannten „Smart Metern“ mit Datenübertragung sind flexible Tarife in Deutschland möglich. Diese kosten aber in der Grundgebühr mehr.
Wer mit elektrischer Energie beliefert wird, zahlt dafür einen bestimmten Strompreis und dieser ist abhängig von Angebot und Nachfrage. Ein Überangebot an elektrischer Energie bedeutet niedrige Preise, wenig elektrische Energie lässt die Preise steigen. Gehandelt wird Strom auf dem Börsenmarkt auf die Viertelstunde genau. Diese Veränderung wirkt sich allerdings nur mit langen Verzögerungen bei der nächsten allgemeinen Preisanpassung auf den Stromkunden aus. Im Gegensatz zu Tarifen mit Festpreis pro kWh über ein längeres Abrechnungsintervall sind variable Tarife flexibel und verändern sich sowohl nach unten als auch nach oben in kurzen Zeiträumen, beispielsweise im Laufe des Tages.
Die Grundlage für die Etablierung von zeitlich variablen Tarife beim Endkunden bilden Smart Meter, da diese den Stromverbrauch in kurzen Intervallen erfassen können. Im Hinblick auf den weiter steigenden Energieverbrauch durch etwa die Elektromobilität oder Blockheizkraftwerke hat der Gesetzgeber Mitte 2021 nach § 40 Abs. 5 EnWG (Energiewirtschaftsgesetz) die Energielieferanten dazu verpflichtet, lastvariable oder tageszeitabhängige Tarife anzubieten.
Der Kunde kann bei variablen Stromtarifen finanzielle Vorteile aber auch Nachteile durch die Laststeuerung und sein individuelles Stromprofil bewirken, z. B. durch Lastverschiebung in Nebenzeiten mit günstigeren Tarifen oder im ungeschickten Fall, beispielsweise bei fehlenden Bewusstsein für die laufenden Preisänderungen, mit einem höheren Stromverbrauch zu Zeiten mit teuren Tarifen.
Durch kurzfristigere Ableseintervalle wäre die Kopplung des Endkundentarifs an die Entwicklung des Börsenstrompreises möglich. In Schweden bezogen im Jahr 2014 bereits 42 % der Haushaltskunden einen solchen variablen Tarif. In Deutschland bietet dagegen mit Stand 2015 ein Anbieter einen bundesweiten Tarif mit monatlicher Preisanpassung an. Verbraucherschützer kritisieren hierzulande die bislang fehlende Weitergabe gesunkener Börsenpreise an die Verbraucher. In Großbritannien bietet der Versorger British Gas Smart-Meter-Kunden einen Tarif, bei dem Sonntags der Strom kostenlos ist. Der texanische Versorger TXU Energy verschenkt ebenfalls in windreichen Nächten seinen Strom.

## Fernschaltung und Fernabschaltung
Eine Aktivierung oder Deaktivierung der kompletten elektrischen Versorgung per Fernschaltung ist optional möglich. Der intelligente Zähler ist dabei technisch mit einer zusätzlichen Abschalteinrichtung, auch als englisch Breaker oder englisch Remote-Off bezeichnet, ausgestattet. Üblicherweise findet diese Funktion bei Neuanmeldungen oder Abmeldungen eines Anschlusses Anwendung, aber auch, so es rechtlich zulässig ist, als Sanktionsmaßnahme bei einem säumigen Zahler. Diese Trenneinrichtung ist bei kleinen Leistungen entweder fix im Zähler verbaut oder als Zusatzmodul im Hauptstromkreis installiert und üblicherweise in Form eines bistabilen Relais ausgeführt, um den Eigenverbrauch zu reduzieren. Kompakt ausgeführte Trenneinrichtungen im Zähler sind für das Schalten der üblichen Betriebsströme bis zu 100 A ausgelegt und verfügen nicht über das hohe Schaltvermögen eines Schütz oder Leitungsschutzschalters.
Aus Sicherheitsgründen, beispielsweise um das ungewollte Anlaufen von betriebsbereiten elektrischen Geräte zu vermeiden, ist kein ferngesteuertes Einschalten erlaubt. Zur Aktivierung wird zunächst vom Netzbetreiber an den elektronischen Zähler bzw. die Schalteinheit lediglich ein Freigabesignal geschickt, worauf optisch am Zähler, beispielsweise durch Blinken einer Leuchtdiode, die Bereitschaft zum Einschalten signalisiert wird. Die Stromversorgung ist zu diesem Zeitpunkt noch nicht aktiv. Der eigentliche Einschaltvorgang muss dann vor Ort direkt am Zähler durch das Drücken einer Freigabetaste vom Kunden ausgeführt werden.
Je nach Region und Netzbetreiber werden intelligente Zähler mit oder ohne Abschalteinrichtung installiert. Beispielsweise werden intelligente Stromzähler in Österreich, wie bei dem Netzbetreiber Wiener Netze, flächendeckend mit Abschalteinrichtung installiert. Die BSI-Spezifikation des Smart Meter Gateway sieht keine Möglichkeit vor, den kompletten Anschluss aus der Ferne zu schalten. In manchen Regionen werden Wärmepumpen fernabgeschaltet. Dies dient dazu, bei Stromknappheit Last vom Netz zu nehmen. Im Gegenzug muss der Anbieter aber sicherstellen, dass Wärmepumpen genügend Zeit zum Arbeiten bekommen. Deshalb ist das an kalten Wintertagen nicht durchführbar.

## Kritik
Elektronische Stromzähler mit Fernsteuerbarkeit und Datenübermittlung sind teurer als herkömmliche Zähler.
Verbraucher und Verbraucherorganisationen kritisieren die Einführung der neuen Zählertechnologie massiv.
- In den Preisvergleichen der Behörden seien nur die Einsparungen beim Energiepreis berücksichtigt und den teureren Messkosten gegenübergestellt worden. Dies werde als ausgeglichen bilanziert dargestellt, bei den Betrachtungen sei jedoch vergessen worden, dass im neuen Markt nach flächendeckender Einführung Spitzenlastenergie dem Kunden für gewisse Tarifzeiten angeboten werden wird, die um ein Mehrfaches teurer ist.
- Es wird behauptet, es käme zur Benachteiligung von ganzen Bevölkerungsgruppen, die eher den sozial schwachen Schichten zugeordnet werden.
- Es wird befürchtet, dass diese intelligenten Zähler mittels Fernabschaltung die Versorgung unterbrechen können und dass die Möglichkeit auch missbräuchlich durch Dritte eingesetzt werden könnte.
- Gegner befürchten, dass anhand von Verbrauchsdaten die Lebensgewohnheiten analysiert werden könnten.
- Es wird kritisiert, dass die neue Zählwerkstechnologie durch Lobbyingorganisationen nur eingeführt worden sei, um der Elektronikindustrie und Telekommunikationsindustrie mit überteuerten Produkten gesetzlich verordnete Absatzmärkte zu bieten.
- Es wird teilweise empfohlen, die Einführung der intelligenten Zähler zu verschieben, bis diese in außereuropäischen Ländern eingeführt sind und die Preise etwa auf dem Niveau der derzeitigen billigen Zählwerke sind.

### Messfehler
Im März 2017 wurde eine Studie von Mitarbeitern der Universität Twente, der Amsterdam University of Applied Science und der Fa. Thales Nederland bekannt, in welcher bei mehreren elektronischen Zählern der Baujahre 2007 bis 2014 Messfehler zwischen −32 % und +582 % gegenüber einem als Vergleichgerät zu Grunde gelegten elektromechanischen Ferraris-Zähler festgestellt wurden. Die Abweichungen wurden bei nicht-linearen Lasten wie etwa gedimmten Leuchten beobachtet. Als mögliche Ursache werden die Rückwirkung der geleiteten hochfrequenten Störausstrahlung dieser Lasten auf den Zähler, hohe Anstiegsgeschwindigkeiten der Ströme sowie die Abweichungen des Stromes von einem sinusförmigen Zeitverlauf genannt.
Beim Eichen der elektronischen Zähler werde allerdings nur mit linearen Lasten und sinusförmigen Strömen gearbeitet, so dass diese Messfehler dort nicht auftreten. Außerdem seien bei den elektronischen Zählern die Details des Messverfahrens in einer Software eines Signalprozessors realisiert und in der Regel ein Firmengeheimnis. In den Niederlanden fordern Verbraucherschützer und Netzbetreiber aus diesem Grund eine flächendeckende Überprüfung aller intelligenten Zähler.
In Deutschland hat die Physikalisch-Technische Bundesanstalt bereits seit 2007 an der Verbesserung der Prüfanforderungen für Stromzähler gearbeitet. In einer Stellungnahme zur Studie der Universität Twente wurde erklärt, dass nach Schließung einer Normungslücke zwischen 2 und 150 kHz „bei den in Deutschland eingesetzten und für den Einsatz vorgesehenen Zählern, über einen Abrechnungszeitraum betrachtet, die gesetzlich vorgegebenen Verkehrsfehlergrenzen nicht überschritten werden“. Dennoch nehme man das Problem ernst und werde unter anderem die Eichbehörden bei ihren Aktivitäten unterstützen. Die Einführung moderner Messeinrichtungen und intelligenter Messsysteme ist nach Einschätzung der PTB nicht gefährdet, die dafür vorgesehenen Zählerbauformen sind Geräte, die von den Herstellern nach der Beseitigung des Normungslückenproblem entwickelt wurden. Vor einer Entscheidung über eine weitere Verschärfung der Anforderungen solle die Veröffentlichung weiterer Einzelheiten über die Validität der eingesetzten Messverfahren und die Relevanz der für die Untersuchungen erzeugten Kurvenformen für den Alltagsbetrieb durch die Universität Twente abgewartet werden.

### Kostensteigerung für Privathaushalte
Die im Auftrag des Bundesministeriums für Wirtschaft und Energie von der Wirtschaftsprüfungsgesellschaft Ernst & Young erarbeitete Kosten-Nutzen-Analyse kommt zu dem Ergebnis, dass sich mit intelligenten Zählern in Durchschnittshaushalten keine Kosten einsparen lassen. Danach übertreffen die Kosten die möglichen Einsparungen erheblich. Eine Einbauverpflichtung wird als unzumutbar bewertet.
Australische Verbraucher und Verbraucherorganisationen kritisieren, dass mit Einführung des Smart Metering die Stromkosten massiv steigen. Insbesondere ärmere, ältere Personen und Familien seien benachteiligt, da sie den Tagesverlauf komplett umstellen müssen, um den Strombezug in den Zeiten niedriger Strompreise – z. B. der Wasch- und Geschirrspülmaschine – zu verlegen. Der Strompreis am Tag sei dann z. B. viermal so hoch wie in der Nacht. Die Umstellung des Tagesablaufs und damit des Strombezugs ist bei Jüngeren und Kinderlosen wesentlich leichter, und somit ist das System eine neue Form der sozialen Ungerechtigkeit gegenüber Familien und Älteren.  In Deutschland sind aufgrund der hohen Solareinspeisung dagegen die Preise regelmäßig am Sonntagnachmittag am niedrigsten, teilweise sogar negativ.
Laut Publikation der österreichischen Konsumentenorganisation können durch die Einführung des Systems maximal 23 Euro pro Haushalt und Jahr laut Angabe des Regulators eingespart werden, wobei die Schätzungen der Energieversorger nur 12 Euro angeben; demgegenüber stehen Kosten für das Smart-Meter-System in Höhe von 200 bis 300 Euro. In einer anderen Studie werden die zusätzlichen Kosten mit 43 Euro je Messstelle durch den Verband der österreichischen Elektrizitätsversorger angegeben und angeführt, dass nach rein wirtschaftlichen Kriterien die Einführung keinen Sinn ergibt.

### Datenschutz

Fiktive Tages-Lastkurve eines Haushalts: lediglich die (schwarze) Energiekurve könnte zum Rückschluss auf die Verbrauchsgewohnheiten übermittelt und analysiert werden

Der Datenschutz spielt eine wichtige Rolle beim Einsatz von Smart Metern, weil die detaillierte Aufzeichnung von Stromverbrauchsdaten Rückschlüsse auf den Lebensablauf von Bürgern ermöglichen kann. Die Diskussionen drehen sich daher neben Aspekten der Verschlüsselung regelmäßig darum, welche Daten gespeichert werden, wo sie gespeichert werden und wer Zugang zu den Daten erhält. Dabei findet der Datenschutz je nach Land eine unterschiedliche Ausprägung. Auf der einen Seite des Spektrums steht der sehr strenge und detaillierte deutsche Ansatz. Auf der anderen Seite steht der US-amerikanische Ansatz, bei dem hochauflösende Daten kontinuierlich an den Netzbetreiber gesendet und dort gespeichert werden. Im Zuge der Green Button Initiative soll in den USA den Bürgern ebenfalls Zugang zu ihren detaillierten Stromverbrauchsdaten gewährt werden.
Kritiker meinen, der Schutz der Privatsphäre sei fraglich, weil das Risiko bestünde, dass der Kunde zum „gläsernen Kunden“ wird, sofern Verbrauchsprofile an den Stromlieferanten übertragen werden. Erfassung und missbräuchliche Auswertung der Verbrauchsdaten gestatteten weitreichende Rückschlüsse über die Lebensgewohnheiten der Kunden. Im Extremfall kann aus den Daten über den Stromverbrauch sogar das konsumierte Fernsehprogramm identifiziert werden. Der Stromverbrauch mancher Fernseher variiert mit der Bildhelligkeit. Ist die zeitliche Sequenz von Hell-Dunkel-Phasen eines Films bekannt, lässt sich diese Signatur mit der Verbrauchskurve korrelieren. Um das Fernsehprogramm zu erkennen, wurde ein zu Testzwecken generierter Film und ein Messintervall von 2 Sekunden verwendet. In einer Studie wird festgestellt, dass dies jedoch nicht bei allen TV-Geräten durchführbar ist.
Für Adrian Lobe kommt das Auslesen von Smartmeter-Daten einer „verdeckten Hausdurchsuchung“ gleich. Zwar könne nicht wie in einem Panopticon in die einzelne Zelle geschaut werden, aber der Blick ist dennoch panoptisch, da über jeden Haushalt ein Beobachtungsraster gelegt wird. Es könne ermittelt werden wer zu Hause ist und wer nicht, Rückschlüsse auf die Zahl der Personen im Haushalt gezogen werden, ihre Gewohnheiten und Bewegungen erfasst werden. Auffällige Verbrauchswerte, wie z. B. durch Indoor-Growing haben in den USA bereits zu Hausdurchsuchungen geführt.
Der Europäische Datenschutzbeauftragte wies im Juni 2012 auf Probleme hin. Die EU-Kommission solle prüfen, wie ein angemessenes Datenschutzniveau bei der Einführung intelligenter Messsysteme zu gewährleisten ist. Zuständig ist der EU-Kommissar für Justiz, Grundrechte und Bürgerschaft.
Aus diesem Grund sollen beispielsweise im deutschen Modell regelmäßig die detaillierten Verbrauchsdaten nicht an den Netzbetreiber übermittelt werden. Sie sollen, wo möglich, im intelligenten Messsystem verbleiben. Eine Tarifierung, d. h. die Zuordnung von Stromverbrauchswerten zu Tarifstufen zwecks Erstellung einer Rechnung, soll vorrangig im Smart Meter Gateway erfolgen („dezentrale Tarifierung“). Detaillierte Verbrauchsdaten müssen dem Netzbetreiber nicht vorliegen, um nach unterschiedlichen Tarifen abzurechnen – er muss lediglich die Tarifumschaltung des Zählers vornehmen.
Eine Übertragung detaillierter Verbrauchswerte erfolgt nur, wenn ein spezieller Tarif so häufig modifiziert wird, dass eine viertelstündliche Messung notwendig ist („Zählerstandsgangmessung“ / „Tarifanwendungsfall 7“). Das wäre etwa der Fall, wenn der Tarif sich jeweils an den stündlich wechselnden Börsenstrompreis der EEX anpasst.
Aufgrund der höheren Genauigkeit steigt die Gefahr für einen Missbrauch von Verbraucher-bezogenen Daten. Hohe Genauigkeit ermöglicht zwar eine bessere Grundlage für dynamischen Lastausgleich im Smart Grid, allerdings erfolgt dies auf Kosten des Datenschutzes. Die Tendenz geht z. Zt. in Richtung Verkleinerung der Ablese-Intervalle, d. h. zu höherer Genauigkeit. Aus diesem Grund muss gemäß § 40 Abs. 5 Satz 2 EnWG immer ein Tarif angeboten werden, der sich auf die Übersendung nur eines Zählerwertes zur Stellung einer monatlichen Rechnung beschränkt. Eine dynamische Anpassung der Ablese-Intervalle könnte helfen, eine Balance zwischen Ablesegenauigkeit und Vermeidung des gläsernen Bürgers zu finden.
Ein Auslesen der gesammelten Daten durch den Verbraucher war nicht immer vorgesehen. In der neuen Architektur nach BSI-Schutzprofil muss der Nutzer seine Daten und ihre Verwendung immer einsehen können.
Ein kritischer Punkt insbesondere der Vernetzung auch verschiedener Versorgungssysteme (Strom, Wasser, Wärme) durch intelligente Zähler ist die Frage der möglichen Bündelung verschiedener Versorger.  Neben Standardisierungen und der Zunahme an Schnittstellen- und Ausgabetechnologien, die eine Konzentration der gesamten Versorgung bei einem einzigen Anbieter erleichtern, wird auch die Frage der sicheren und datenschutzgemäßen Weitergabe der Messdaten vom Messstellenbetreiber bzw. Smart-Meter-Gateway-Administrator zu den datenumgangsberechtigten Marktrollen zum Thema. Mit den intelligenten Messsystemen könnten Smart Meter Gateway Administratoren zunehmend zu Kommunikationsdienstleistern im Sektor der Planung und Bereitstellung von Infrastruktur und beim intelligentes Wohnen werden.

### Gefährdung durch elektronische Angriffe
Eine weitere Problematik des intelligenten Stromnetzes ist die Gefährdung durch elektronische Angriffe bis hin zu einem Blackout dem plötzlichen Stromausfall großer Stromnetze. Während davon ausgegangen wird, dass die zentralen Steuer- und Datenspeichersysteme der Versorger nach Stand der Technik geschützt sind, bilden die Smart Meter zusätzliche lokale Angriffspunkte in großer Zahl. Deren Sicherheit ist von der Qualität durch den Gerätehersteller abhängig.
2010 bestand noch eine geringe Sicherheit vor Hacker-Angriffen. Die intelligenten Messsysteme müssen heute über ein eigenes Sicherheitsmodul verfügen.
In Österreich setzt sich der Verein Cyber Security Austria – Verein zur Förderung der IT Sicherheit Österreichs strategischer Infrastruktur besonders kritisch mit diesem Thema auseinander. Unter anderem wird eine Analyse Smart Metering – Auswirkungen auf die nationale Sicherheit bereitgestellt, in der erhebliche Risiken festgestellt werden.

## Volkswirtschaftliche Kostenverteilung und Versorgungseffizienz
Eine von der Deutschen Energie-Agentur (dena) gemeinsam mit einem Beraterteam von Deloitte, der TU Dortmund und der Jacobs University Bremen durchgeführte Studie untersuchte 2014 u. a. die Kosten und Einflussfaktoren des Rollouts von intelligenten Zählern und intelligenten Messsystemen. In der dena-Smart-Meter-Studie werden zwei Szenarien betrachtet: die Fortschreibung des aktuell gültigen Rechtsrahmens und eine auf dem vom BMWi empfohlenen „Rolloutszenario Plus“ aufbauende Analyse. Die Kosten für die Ausstattung von einer Million Messpunkten liegen nach den Berechnungen der dena zwar zwischen 467 und 837 Millionen Euro, die Einführung von Smart Metern kann aber bis 2030 die für den Netzausbau notwendigen Investitionen um bis zu 36 Prozent reduzieren.
Die Verteilernetzstudie des BMWi kommt zu dem Ergebnis, dass durch die Kommunikation und Regelung von EEG-Anlagen im Zusammenspiel mit regelbaren Ortsnetztransformatoren der notwendige Ausbau der Verteilnetze mindestens von 131.000 km auf 57.000 km gesenkt werden kann. Die Kosten für den durch die Netzentgelte finanzierten Verteilnetzausbau würden so von 1,8 Mrd. Euro auf 1,4 Mrd. Euro jährlich gesenkt.
Technisch können die Geräte auch weitere im Haushalt anfallende Verbrauchswerte wie Heizwärme oder Gasverbrauch etc. über das Smart Meter Gateway übermitteln, so dass eine separate Ablesung im Haus mit entsprechenden Kosten überflüssig wird.
Durch den Einsatz intelligenter Messsysteme können die Prognose-, Abrechnungs- und Bilanzierungsprozesse des Energiesystems effizienter gestaltet werden. Diese basieren heute immer noch vielfach auf Schätzungen, sogenannten Standardlast- und Standardeinspeiseprofilen. Die Kosten für deren Ungenauigkeit dafür tragen alle Kunden über die Netzentgelte.
Bereits durch das Angebot zweier Tarife – einen für die Tagesstunden, einen für die Nacht – werden Verschiebungen der Lastspitzen im privaten Verbrauch möglich. Zugleich ändert sich jedoch mit zunehmender Einspeisung aus Erneuerbaren Energien die Preisstruktur im Großhandel. Anders als früher sind nicht mehr die Nachtstunden die Stunden niedriger Preise, sondern die schlechter planbaren Stunden mit hoher Einspeisung aus Wind und Sonne bei geringer Nachfrage, vor allem am Wochenende.
Darüber hinaus ermöglicht der Rollout intelligenter Mess- und Steuersysteme Letztverbraucher als Flexumer ins Energiesystem zu integrieren: Mithilfe der intelligenten Systeme können Verbrauchs-, Erzeugungs- und Speicherungsanlagen gezielt zur Bereitstellung von Flexibilität und zur Nutzung für Netz- und Systemdienstleistungen angesteuert werden.
Eine im Juni 2019 veröffentlichte Standardisierungsstudie kommt zu dem Ergebnis, dass sich die Potenziale der Digitalisierung erst durch eine Konkretisierung des § 14a EnWG (Flexibilitätsgesetzgebung) und regulatorische Kostenanerkennung der netzdienlichen Leistungen des grundzuständigen Messstellenbetreibers (gMSB) entfalten können. Am 22. Dezember 2020 legt das BMWi dazu einen Referentenentwurf mit dem Titel „Gesetz zur zügigen und sicheren Integration steuerbarer Verbrauchseinrichtungen in die Verteilernetze und zur Änderung weiterer energierechtlicher Vorschriften“ vor, der im ersten Halbjahr 2021 verabschiedet werden soll.